# Tinodes chrinidhara
Tinodes chrinidhara är en nattsländeart som beskrevs av Schmid 1972. Tinodes chrinidhara ingår i släktet Tinodes och familjen tunnelnattsländor. Inga underarter finns listade i Catalogue of Life.